# BALDRHEAD 武裝金融外傳
《BALDRHEAD 武裝金融外傳》是戲畫TEAM BALDRHEAD小組製作的戀愛冒險及動作類型成人遊戲，BALDR系列的第一作，於1999年7月2日發售。當時文字冒險遊戲氾濫嚴重，而本作把2D機械人動作遊戲的系統加入，獲得了不錯的評價。

## 故事簡介
故事發生在超高度文明迎向衰亡的近未來。主角Baldy·Kirkland是一位武裝金融商人，為了強行收回欠款不惜使用泛用式機械人，但本身卻很有人情味。
在某天，因取回欠款而潛入地下避難所，在途中為了保護一位少女而被卷入了大企業的陰謀中……。

## 遊戲形式
遊戲分為ADV及ACT兩部份，在ACT部份將會駕駛泛用式機械人「GIGAS」進行戰鬥。

### ACT系統
- 移動：數字鍵上的「8」、「2」、「4」、「6」，分別為向上、下、左、右移動。
- 高速移動：連按上述的按鈕兩下，移動速度可以更快。
- 衝刺：預設鍵為數字鍵上的「5」，正面地高速衝向最近的敵人。
- 攻擊：預設鍵為「Z」、「X」、「C」，根據和敵人距離的遠近、高速移動或衝刺的狀態，可使出十二種不同的已裝備的武器（武器可於戰鬥前更換）。

## 關聯項目
- 直至2007年，BALDR系列更推出了《裝甲姬 Baldr Fist》、《機甲戰線》（BALDR BULLET）及《BALDR FORCE》。
- 在世界觀的設定上，《裝甲姬 Baldr Fist》是本作的兩年前、《機甲戰線》是再200年前，而《BALDR FORCE》則與前三作無關（除了ACT系統）。而ACT系統則一直在進步。
- 在「BALDR」系列後，同一製作組的作品是「DUEL SAVIOR」系列，最新作品是屬於「BALDR」系列最新作《BALDR SKY》。

## 外部連結
- 戲畫（页面存档备份，存于）（年齡限制）（日語）